# Seredynki (przystanek kolejowy)
Seredynki (ukr. Серединки) – przystanek kolejowy w miejscowości Seredynki, w rejonie tarnopolskim, w obwodzie tarnopolskim, na Ukrainie. Położony jest na linii Tarnopol – Stryj.